# Мірза Алекпер Сабір
Сабір (азерб. میرزا علی اکبر صابر, Mirzə Ələkbər Zeynalabdin oğlu Tahirzadə; справжнє ім'я Мірза Алекпер Зейналабдін огли Таїрзаде) — азербайджанський поет, сатирик і один з найбільш відомих азербайджанських поетів початку XX століття .

## Життєпис
Народився 30 травня 1862 року в Шамахи в бідній сім'ї дрібного торговця. «Сабір» («терплячий») — один з численних псевдонімів поета. Це ім'я і закріпилося за поетом, хоча у нього були й інші псевдоніми.
Початкову освіту Сабір отримав у духовній школі, але в 1874 році вступив до щойно відкритої відомим просвітителем, поетом-сатириком Сеїдом Ширвані школи нового типу, де, на відміну від традиційних шкіл, викладалися загальноосвітні предмети, азербайджанська та російська мови. Навчання Сабіра в цій школі і особливо знайомство з Ширвани зіграли в житті майбутнього поета, у формуванні його поглядів велику роль. Сеїд Азім Ширвані звернув увагу на неабиякі здібності хлопчика і керував його першими поетичними дослідами. Свій перший вірш Сабір склав у вісім років. Ширвані продовжував допомагати йому і пізніше, коли Сабір за наполяганням батька змушений був кинути школу, в якій він встиг провчитися лише два роки. Батько Сабіра змусив юнака працювати в крамниці, але це заняття вкрай обтяжувало його, і весь свій вільний час він віддавав самостійному навчанню та улюбленій поезії.
У ранні роки писав ліричні газелі, а на замовлення — елегії, хвалебні й траурні вірші. Його перший твір у пресі з'явився в 1903 році в газеті " Шарги-Рус " («Русский Схід»). У 1903—1905 роках Сабір співпрацював у газетах та журналах «Дебістан» («Сумна школа»), «Зенбур» («Овід»), «Иршад» («Путівник»), «Хагігат» («Істина»), "Хаят "(" Життя ").
У віці 23 років Сабір під приводом паломництва до святих місць відправляється в подорож Закавказзям, Іраном, Іраком, Середньою Азією . В Ашгабаті його застає звістка про смерть батька. Сабір повертається до Шамахи, і на плечі молодого поета лягають важкі турботи про сім'ю. Нужда і бідність переслідують Сабіра. Його тяжке становище ускладнюється тим, що сатиричні вірші Сабіра, які вже в цей час широко поширюються серед народу, викликають обурення духовенства, і воно всіляко труїть поета.

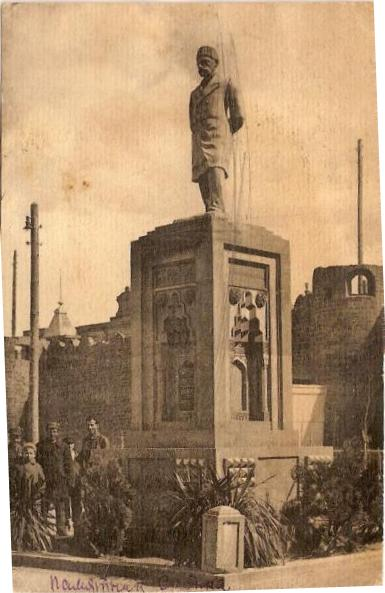
Пам'ятник Сабіра в Баку (1920-ті роки).

У 1900 році після навчання за кордоном в Шамахи повертається прогресивно налаштований молодий поет Аббас Сіххат, в будинку якого часто збирається місцева інтелігенція. Аббас Сіххат відразу виокремив Сабіра, і у них зав'язалася тісна дружба, яка тривала до самої смерті Сабіра. Аббас Сіххат, гідно оцінивши талант Сабіра, заохочував і підтримував його.
У 1903 році Сабір починає друкуватися. Перебуваючи під впливом Аббаса Сіххата, Сабір у початковий період своєї творчості створював головним чином інтимно-ліричні вірші й елегії. Революція 1905 року має великий вплив на творчість Сабіра, в його поезії стають переважаючими політичні і громадянські мотиви, а сам Сабір стає виразником ідей національно-визвольного руху в Азербайджані. Сабір пристрасно боровся за розширення і поглиблення цього руху. Його творчу увагу привертали самі темні сторони життя і побуту азербайджанського суспільства: фанатизм, розпуста, соціальний гніт, невігластво. Його постійно турбував факт експлуатації трудящих, що гинуть у злиднях, сибаритствуючі «вищим суспільством» та імущим класом.
Поет сильно відчував соціальні суперечності і енергійно боровся за руйнування гнилого ладу, але він не був соціалістом. Він також не до кінця порвав з релігією, хоча і різко виступав проти пануючих релігійних мусульманських звичаїв, особливо проти протистояння шиїзму і сунізму. Сабір всіляко сприяв революційному руху в Ірані і Туреччині в період 1905 — 1910 років. У своїх віршах він їдко висміював режим султана Абдул-Гаміда і Мухаммед Алі Шаха. Реалізм, соціально-політичний ліризм і гостра сатира — ось основні елементи, що характеризують творчість Сабіра, яке відіграло революціонуючу роль у вихованні молодого покоління. Сабір виступив проти вірмено-мусульманської різанини, написав вірш «Інтернаціонал», який проте був пропущений цензурою лише у скороченому вигляді.
У формуванні творчої індивідуальності Сабіра вирішальну роль зіграли сатиричний журнал «Молла Насреддін» і його видавець та головний редактор Джаліл Мамедкулізаде . Перші 5-6 років видання цього журналу нерозривно пов'язані з ім'ям Сабіра. Він брав у журналі активну участь, викриваючи в своїх творах відсталий побут суспільства, гостро висміюючи фанатизм і неуцтво лицемірних мулл, духовенства, темряву відсталих мас, пристрасно засуджуючи поведінку і діяння багатіїв, інтелігентів-дармоїдів, що хизувалися зовнішнім «європеїзмом». У сатиричних образах правовірного фанатика, патріархального батька сімейства, який відірвався від народу інтелігента або лицемірного моли він бичував все, що перешкоджало прогресу, закликав до освіти і свободи. Незважаючи на переслідування з боку духовенства, Сабір продовжував наполегливо боротися за свої ідеї, писав у різних журналах і газетах під різними псевдонімами («Мірат», «Фазіл», «Аглар-Гюлеген» тощо).
Сабір створив новий стиль в поезії. Він писав просто і зрозуміло. Він умів поєднувати живу народну мову з мовою літератури, в результаті чого мова його ставала доступнішою для широких мас населення. При всій видимій простоті Сабір доносив до людей сенс найскладніших внутрішніх і міжнародних проблем епохи. У його віршах органічно зливалися вища майстерність і повсякденне життя.

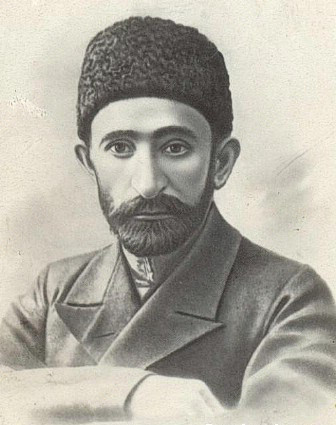

У своїй творчості Сабір не був «терплячим». Набагато більш відповідної для вираження спрямованості його поезії слід було б вважати один з ранніх його псевдонімів — «Хоп-хоп», що означає ім'я птиці («Удод»), яка своїм криком піднімає на світанку людей і знищує шкідників. Цей псевдонім Сабір потім часто міняв, щоб приховати своє авторство від переслідувачів. Сатирична спрямованість, разюче слово, влучна деталь, живі розмовні інтонації, народна лексика, різноманіття і виразність метафоричного ряду, різні прийоми від монологу-самовикриття до гнівних філіппік на адресу недругів народу товстосумів і політиків, невігласів, мракобісів, релігійних фанатиків, використовував поет у своїй «Книзі Удода» — «Хоп-хоп-наме». З її сторінок вперше в азербайджанській поезії «заговорили» різні особи, що представляють верхні шари суспільства: промисловці, заводчики, поміщики-беки, служителі релігії і всі ті, хто відмовляв трудящої людини в його праві на свободу і рівність, щастя і благополуччя.
Використовуючи широкий спектр виразних засобів, з яких деякі були введені ним в обіг азербайджанської поезії вперше, Сабір зробив об'єктом своєї сатири цілу галерею соціальних типів-носіїв різних вад невігластва і відсталості, нероб і користолюбців, які зрадили забуттю інтереси народу, нації, простих людей.

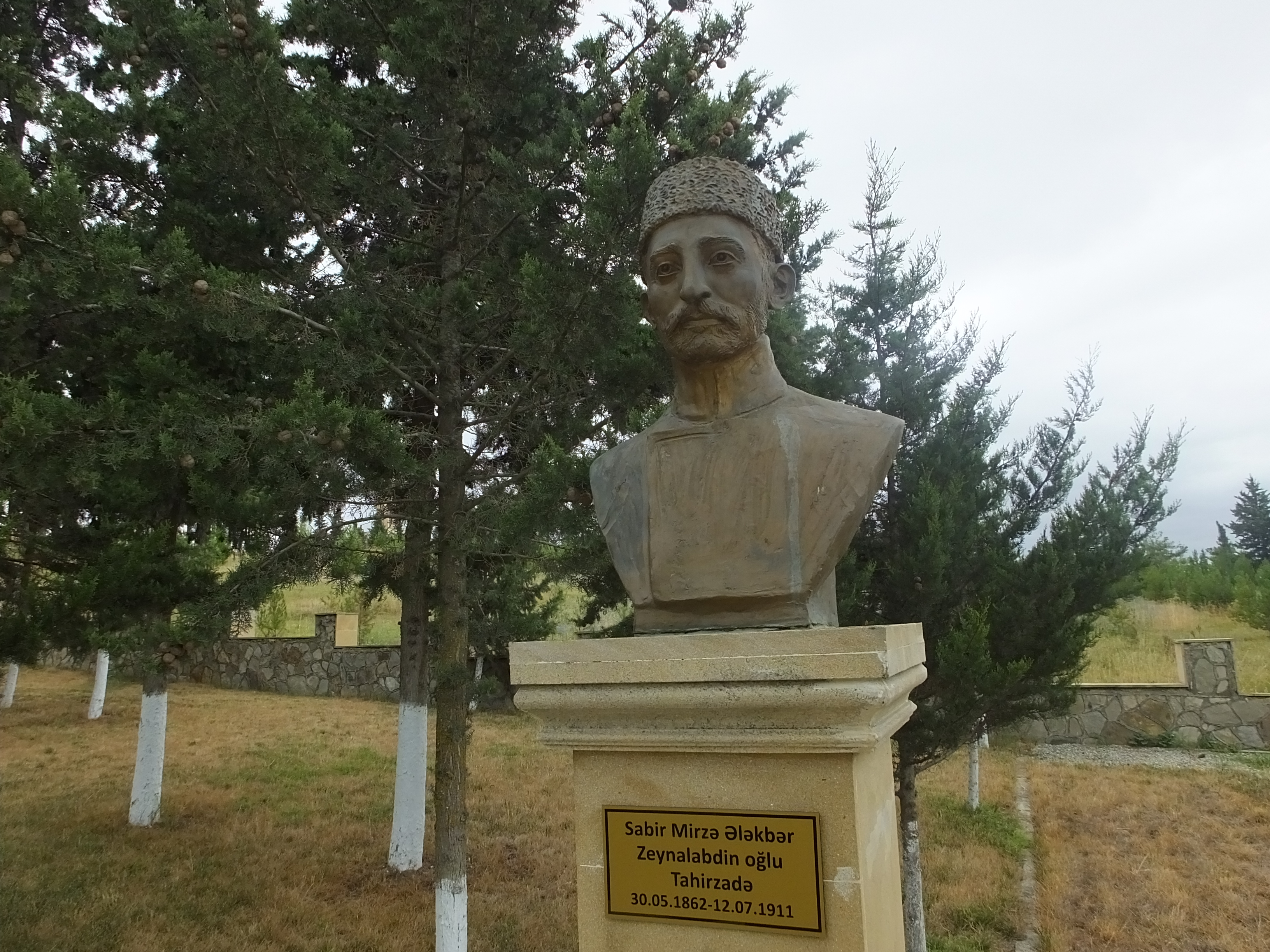
Бюст в музеї історії та етнографії в Шамахи

Вірші Сабіра, його їдкі епіграми, словесні портрети-самохарактеристики з'являлися на сторінках журналу «Молла Насреддін» з барвистими ілюстраціями художника Азіма Азімзаде і ставали надбанням міжнародного читача, бо журнал передплачували в містах Росйської імперії, Ірану, Афганістану, Єгипту, Індії та інших країн. Ідейну зрілість в поєднанні з великим талантом віршотворця мав на увазі Назим Хікмет, називаючи Сабіра визначним поетом епохи: "Я захоплений боротьбою, яку вів Сабір, і ще більше — літературною майстерністю, з якою він вів цю боротьбу. Це чудово, що азербайджанці мають такого поета, як Сабір ".
Сабір використовував гумор для висміювання зовні нешкідливих ханжів і ревнителів старої моралі, які перебували в «солодкому сні» співгромадян, обивателів, самовдоволених і обмежених. Природа цього сміху була різною: в одному випадку, коли об'єктом його уваги ставав бідняк, темний і неосвічений, маленька людина зі своїми невибагливими запитами і претензіями, це був сміх добродушний, пофарбований м'яким гумором, посмішка добра і співчутлива, сміх крізь сльози (деякі його вірші і були підписані: «Сміюся крізь сльози»), в іншому випадку, якщо мішенню його поезії ставали товстосуми і експлуататори народу, він вдавався до їдкого сарказму, гнівного викриття, допускаючи різкі та жорсткі слова-звинувачення. Поет висміював усе те, що заважало його народу просуватися вперед дорогою розуму і прогресу, за його власним висловом, прочищаючи своїми віршами мізки співгромадянам.

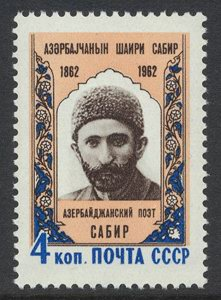
Поштова марка СРСР, 1962 рік

У соціальних сатирах Сабіра вперше в азербайджанській літературі порушувалося питання про класове пригнічення; люди праці чули в них заклик до боротьби за свої права. У політичних сатирах знайшли відображення розгін Державної думи в Російській імперії, інтриги самодержавства проти визвольного руху в країнах Близького Сходу, деспотизм турецького султана, підступи міжнародної реакції. Сабір закликав до просвіти, розкріпачення жінок, до свободи слова. У соціальних сатирах «А що нам?», «Плач», «Жебрак», «Яке мені діло?», «Скарга старого» тощо Сабір вперше в азербайджанській літературі поставив питання про нерівність у суспільстві. Люди праці відчули в цих творах заклик до боротьби за свої зневажені права. У вірші «Хлібороб» Сабіру не чужа світла надія, йому бачиться майбутнє крізь темряву рабства й убогості, він оспівує працю хлібороба, захоплюється його любов'ю до землі-годувальниці, стверджує право селянина на кращу долю.

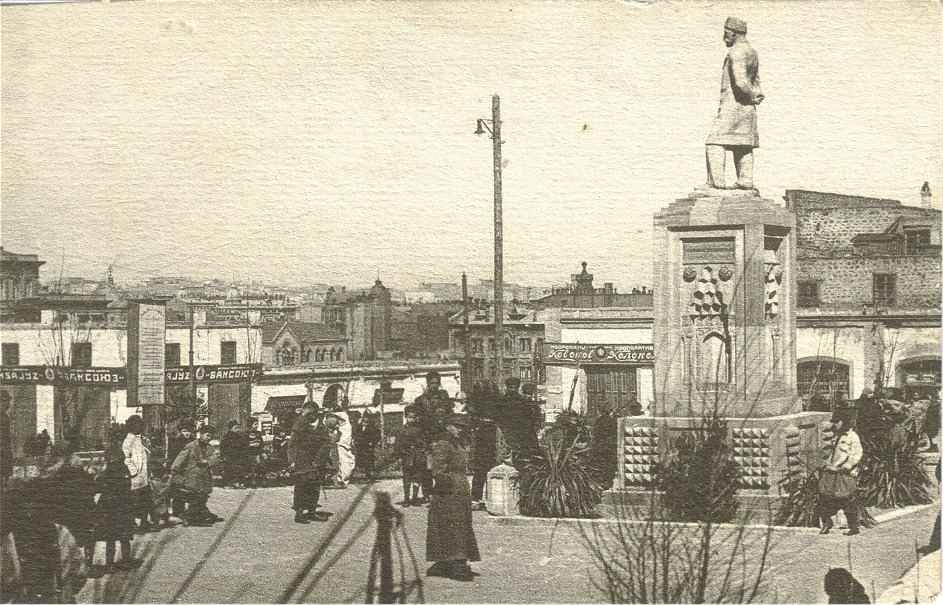
Пам'ятник Сабіру в однойменному парку. Баку, 1925 рік

Ряд творів Сабір створив спільно з Джаліль Мамедкулізаде. Разом з ним та іншими передовими письменниками Сабір створив нову сатиричну школу в азербайджанській літературі реалістичного напряму. Незважаючи на переслідування з боку духовенства, Сабір продовжував наполегливо боротися за свої ідеї, писав у різних журналах і газетах під різними псевдонімами («Мірат», «Фазил», «Алгар-Гюлеген» тощо). Його вірші поряд з найкращими творами інших молланасреддіновців з'явилися першими зразками пролетарської літератури азербайджанською мовою і підготували ґрунт, на якій виросла потім азербайджанська радянська література.
Сабір прожив життя, яка примушувало його терпляче нести всі прикрощі та турботи, що випали на його долю з дитинства: навчання в молла-хані із зубрінням і тілесними покараннями, тяжка для нього служба в крамниці батька, важке матеріальне становище, землетрус в Шамахи, що зруйнував його будинок, миловаріння заради заробітку, яке відривало його від творчості, численна родина, яку треба було прогодувати, переслідування з боку мракобісів за сатиричні вірші, вимушений переїзд до Баку, викладання в робітничій школі в Балаханах і нові погрози розправи над ним, важка хвороба і передчасна смерть.
Мірза Алекпер Сабір помер 12 липня 1911 року в розквіті творчих сил. Похований Сабір в рідному місті Шамахи на кладовищі " Едді Гюмбез " («Сім куполів»), біля підніжжя пагорба
Життю і творчої діяльності Сабіра присвячені роман, п'єса, літературознавчі статті та нариси, монографії. Твори його перекладені багатьма іноземними мовами.

## Пам'ять
- Іменем Мірза Алекпер Сабіра в Азербайджані названі: місто і район, теплохід, багато культурно-освітні установи, вулиці в містах і селах.
- У Баку, у сквері, що носить його ім'я, встановлено його пам'ятник, а в Шамахи відкритий Будинок-музей .
- Щорічно в республіці проводиться День поезії Сабіра.
- У 1962 році випущена поштова марка СРСР до 100-річчя народження поета.

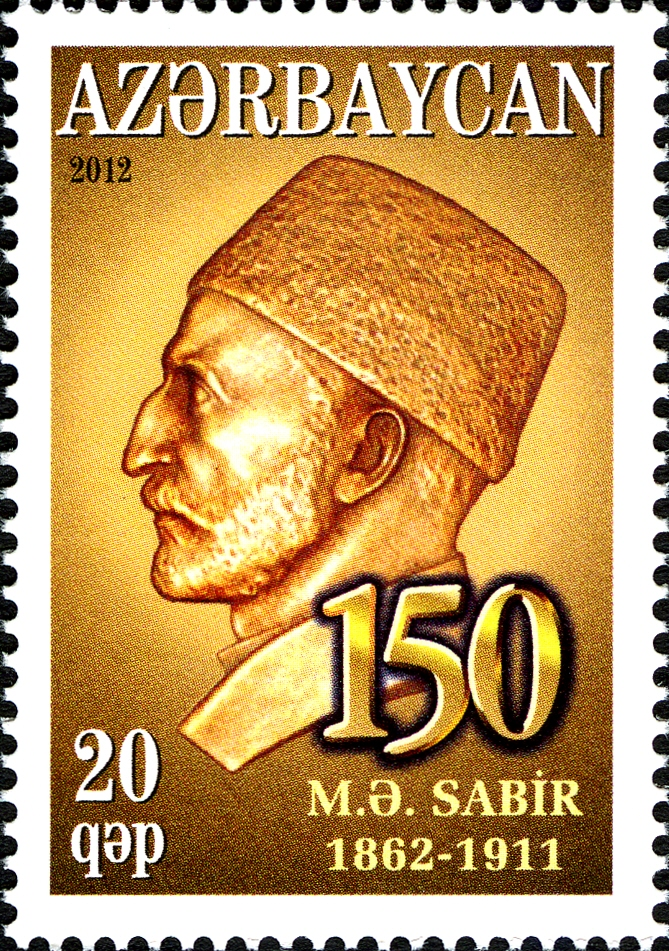
Марка Азербайджану 2012 року, присвячена 150-річчю Сабіра
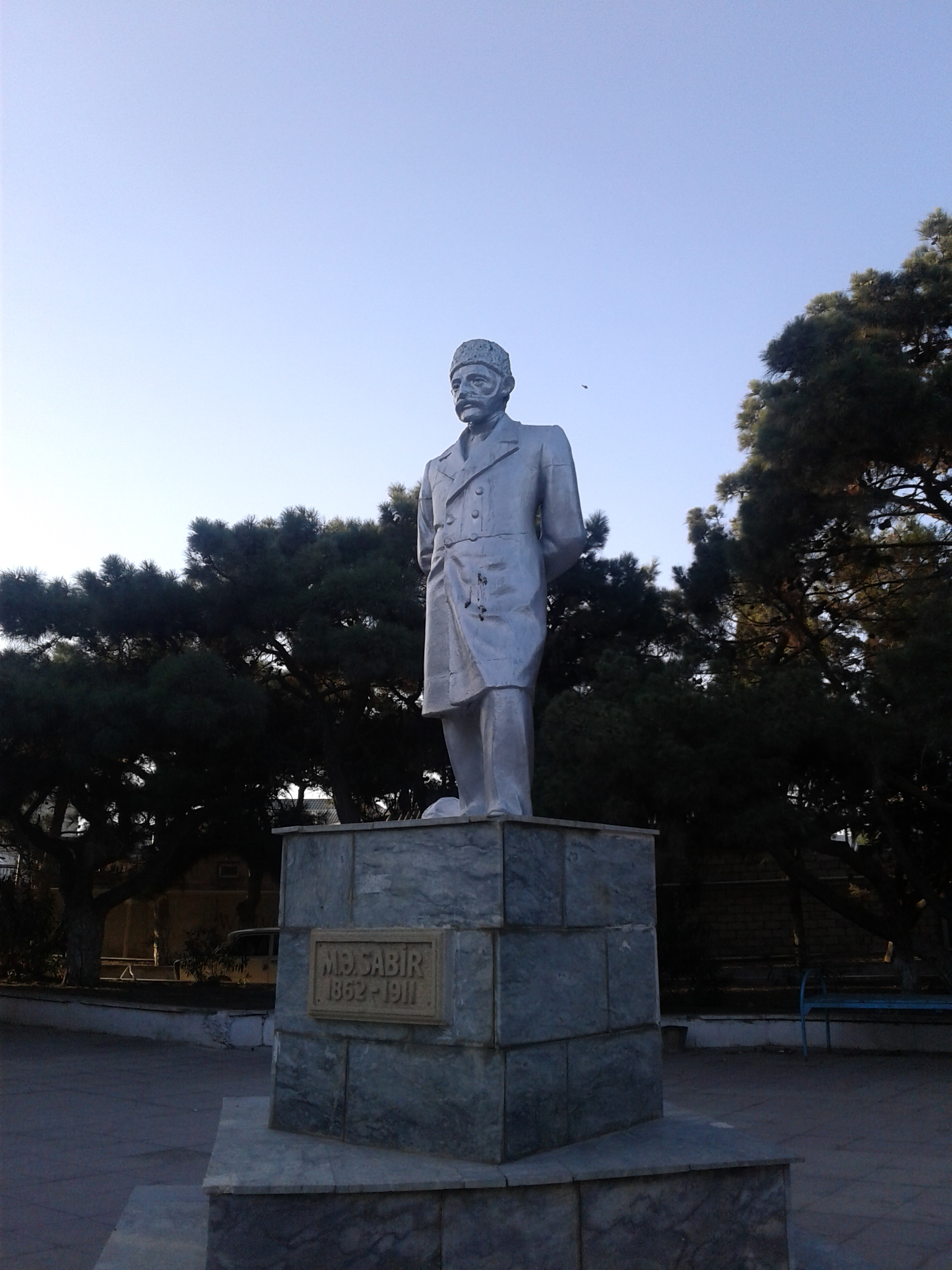
Пам'ятник в смт Балахани